# Jenny Hirsch

Jenny Hirsch

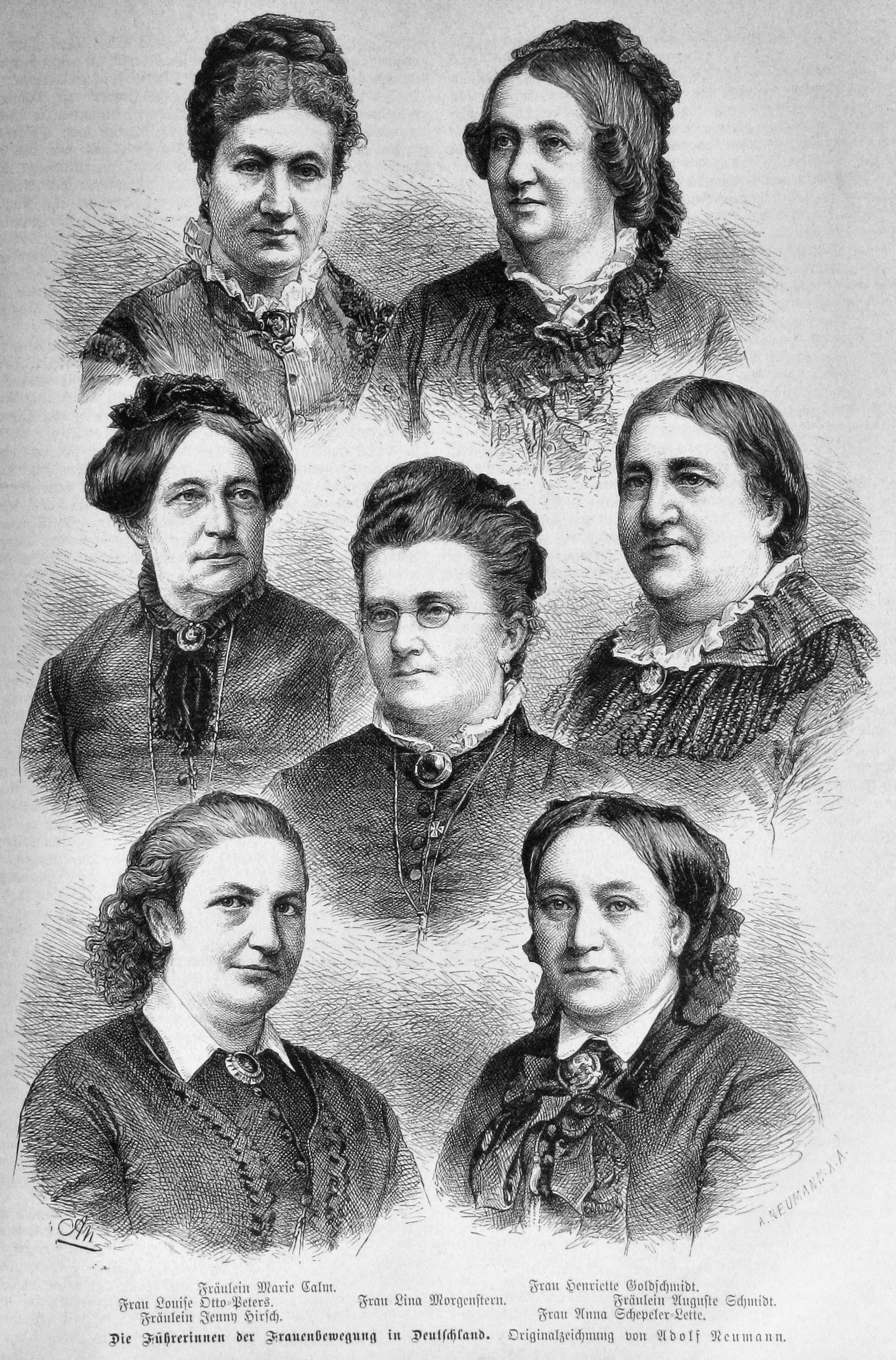
„Die Führerinnen der Frauenbewegung in Deutschland“ in der Gartenlaube 1883. Jenny Hirsch wird in der unteren Reihe links gezeigt.

Jenny Hirsch (* 25. November 1829 in Zerbst; † 10. März 1902 in Berlin) war eine deutsche Übersetzerin, Schriftstellerin, Redakteurin und Frauenrechtlerin.

## Leben
Jenny Hirsch kam am 25. November 1829 als Tochter des angesehenen jüdischen Kaufmanns Jakob Hirsch und der Berlinerin Bertha Elkisch Bendix in Zerbst zur Welt. Ihre Eltern lebten streng-religiös. Die Mutter starb früh, und Jenny Hirsch und ihre Geschwister kamen zu ihrer Großmutter, die sie aufzog.
Als Mädchen des Bildungsbürgertums erhielt Jenny Hirsch mit dem Besuch der „Höheren-Töchter-Schule“ eine gute Allgemeinbildung, die aber – wie allgemein üblich – mit 15 Jahren für sie abrupt beendet war. Von 1844 an führte sie den elterlichen Haushalt, pflegte ihren Vater, verdingte sich als Magd und trug durch heimlichen Verkauf von Handarbeiten zum Lebensunterhalt bei. Nachts bildete sie sich selbst so umfassend fort, dass sie später mühelos Unterhaltungs- und Fachliteratur aus dem Französischen, Englischen und Schwedischen übersetzte.
Missernten um 1846 und in den darauffolgenden Jahren verschlechterten ihre Lage. Jenny Hirsch erlebte auch die deutsche Märzrevolution und ihre Niederschlagung. Nach dem Tode ihres Vaters eröffnete sie eine Elementarschule in Zerbst, die für Mädchen und Knaben unterschiedlicher Konfessionen offenstand. Damit reihte sie sich in die große Zahl bürgerlicher Frauen ein, die mit dem Lehrerinnenberuf der wohl einzigen Erwerbsarbeit nachgingen, die für bürgerliche Frauen damals respektabel war.
1860 zog sie nach Berlin und trat in die Redaktion der Berliner Damen- und Modezeitschrift Der Bazar ein, der sie bis 1864 angehörte und seither auch als freie Journalistin verbunden blieb. Auf der ersten Frauenkonferenz in Leipzig 1865 nahm sie an der Gründung des Allgemeinen Deutschen Frauenvereins (ADF) teil, der als erster Frauenverein überregional agierte und dessen Gründung sie mit zahlreichen Artikeln journalistisch begleitete. 1866 gründete sie wiederum mit anderen den Verein zur Förderung der Erwerbsfähigkeit des weiblichen Geschlechts, den so genannten Lette-Verein, dem sie über 17 Jahre als Geschäftsführerin und einzige Frau im Vorstand angehörte.
1869 erschien in England das Buch Subjection of women, in dem der Philosoph und Nationalökonom  John Stuart Mill für das Frauenstimmrecht eintrat. Noch im gleichen Jahr übersetzte sie das Werk unter dem Titel Die Hörigkeit der Frau ins Deutsche. Das Buch erregte in Preußen Aufsehen und erlebte drei Auflagen.
Jenny Hirsch war ständige Mitarbeiterin des Magazins für die Literatur des Auslands. Im Jahr 1870 übergab sie dem Herausgeber Joseph Lehmann, der ebenfalls den Lette-Verein unterstützte (sein Schwiegersohn, der Arzt  Mortimer Feig, war Vorstandsmitglied) einen Friedensappell aus der Schweiz. Allerdings billigte Lehmann die Bombardierung Straßburgs ebenso wie die Annexion von Elsaß-Lothringen, was er in seinem Kommentar und in anderen Beiträgen des Magazins zum Ausdruck brachte.
Das war der Beginn ihrer schriftstellerischen Betätigung, die ab 1882 in das Schreiben eigener Werke überging. Ihre eigenen Werke handelten meist von Verbrechen und „starken Frauen“ und gehörten nicht unbedingt zur großen deutschen Literatur. Dennoch erlebten manche von ihnen mehrere Auflagen und Übersetzungen. Unter verschiedenen Pseudonymen, unter anderem „F. Arnefeld“ bzw. „F. Arnefeldt“ und „Franz von Busch“, schrieb sie zahlreiche Kriminal- und Unterhaltungsromane für das Feuilleton deutschsprachiger Zeitungen. Jenny Hirschs belletristische Werke unterstrichen ihre Forderung nach einer Verbesserung der gesellschaftlichen Situation der Frau.
Diesen Kampf setzte sie mittels ihrer journalistischen Arbeit bis zu ihrem Lebensende fort. Sie verstand es, Kontakte zur Presse zu unterhalten und sich nicht nur an Zeitschriften und Zeitungen zu halten, die sich an einen engeren Kreis von engagierten Aktivisten richteten.

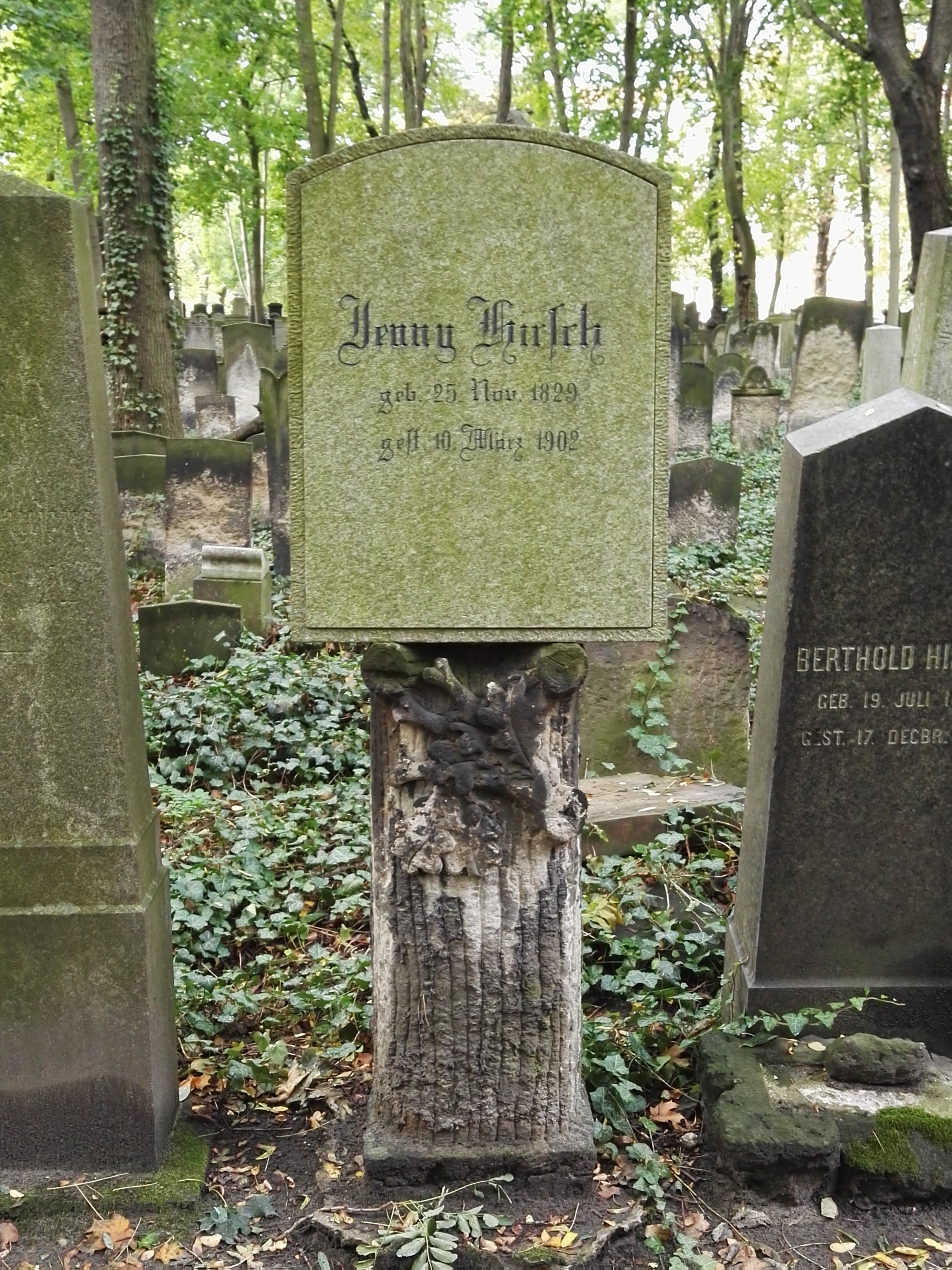
Grabstätte

Gegen Lebensende erblindete Jenny Hirsch langsam und starb am 10. März 1902 in Berlin im Alter von 72 Jahren. 16 Jahre sollten noch vergehen, bis 1918 nach Ende des Ersten Weltkrieges in Deutschland das Frauenwahlrecht eingeführt wurde. Sie ist auf dem Jüdischen Friedhof Schönhauser Allee bestattet.

## Bedeutung in der Frauenbewegung
Mit der Mitbegründung des Allgemeinen Deutschen Frauenvereins (ADF) und des Lette-Vereins gilt Jenny Hirsch als Vorreiterin der organisierten Frauenbewegung und des weiblichen Journalismus. Ihre Übersetzung von The Subjection of Women war in den 1890er Jahren ein Standardwerk radikaler Frauenrechtlerinnen wie Hedwig Kettler, Marie Stritt oder Anita Augspurg. Die frühe Frauengeschichtsforschung der 1970er und 1980er Jahre kritisierte, Jenny Hirsch habe sich „nur“ für Bildung und Erwerb eingesetzt und politische sowie sexuelle Fragen ausgeklammert.

## Werke

### Eigene Werke
- Jenny Hirsch: Fürstin Frau Mutter. Dresden, 1881, Nachauflage Zerbst, 2009
- L. Arenfeldt (Pseudonym): Befreit. Berlin, 1882
- Jenny Hirsch: Der Väter Schuld. 1882
- Jenny Hirsch: Schwere Ketten. 3. Auflage, 1884
- Jenny Hirsch: Die Erben. 1889
- Jenny Hirsch: Schlangenlist. 1891
- Jenny Hirsch: Geschichte der 25 Jährigen Wirksamkeit des Lette-Vereins, Berlin 1891 (Digitalisat)
- Jenny Hirsch: Der Amerikaner. Original-Roman, Mannheim, 1894
- Fritz Arnefeldt (Pseudonym): Der Amtmann von Rapshagen. Roman, Mannheim, 1896 (Digitalisat Band 1), (Digitalisat Band 2)
- Jenny Hirsch: Ein seltsamer Fall. Argus, Berlin, 1912. Neuausgabe Hofenberg, Berlin 2019, ISBN 978-3-7437-3371-8.

### Übersetzungen
- John Stuart Mill: Die Hörigkeit der Frau. 1869, 2. Auflage, Berlin, 1892.
- Taxile Delord: Geschichte des Zweiten Kaiserreiches. Aus dem Französischen von Jenny Hirsch, Berlin, 1870.
- Marie Sophie Schwartz: Die Jugendgefährten. Erzählung, Bearbeitung aus dem Schwedischen, Berlin, 1871.
- H. von Trolle: Der See-Offizier. Historischer Roman, aus dem Schwedischen, 1872.
- Florence Marryat: Sesam, öffne Dich! Roman, aus dem Englischen, Stuttgart, 1876.
- Henry Kingsley: Der Gespenster-Garten. Aus dem Englischen, Berlin, 1877 (Digitalisat Band 1), (Digitalisat Band 2), (Digitalisat Band 3)
- Mary M. Wall: Haus und Gesellschaft in England. Aus dem Englischen, Berlin, 1878 (Digitalisat)

### Zeitschriften und Zeitungen
- Der Bazar, Zeitschrift für Frauen, Berlin, 1860 bis 1864, Redaktion
- Frauenanwalt, Organ des Frauenbildungsvereins Lette-Verein, 1870 bis 1876 und 1878 bis 1881, alleinige Herausgeberin
- Neue Bahnen, Organ des Allgemeinen Deutschen Frauenvereins (ADF), unregelmäßige Beiträge durch Artikel
- Deutsche Hausfrauen-Zeitung., 1887 bis 1892, mit Lina Morgenstern – besser bekannt als Suppenlina – als Mitherausgeberin
- Magazin für die Literatur des Auslandes, unregelmäßige Rezensionen
- Nordwest, Zeitschrift, unregelmäßige Rezensionen
- Zeitgeist, unregelmäßige Beiträge
- Berliner Tageblatt, unregelmäßige Beiträge
- Der Bär. Illustrirte Berliner Wochenschrift, gelegentliche Beiträge